# Alliance française
Pour les alliances militaires et diplomatiques de la France, voir Alliances françaises.
 (octobre 2024).
Si vous disposez d'ouvrages ou d'articles de référence ou si vous connaissez des sites web de qualité traitant du thème abordé ici, merci de compléter l'article en donnant les références utiles à sa vérifiabilité et en les liant à la section « Notes et références ».
 (octobre 2024).
L'Alliance française est un réseau d'associations locales reconnu d'utilité publique qui promeut et diffuse la langue française et les cultures francophones partout dans le monde, tant à l'extérieur qu'à l'intérieur de la France. Il est coordonné par la Fondation des Alliances françaises.
Les Alliances françaises, présentes dans plus d'une centaine de pays, contribuent à l'enseignement de la langue française comme langue étrangère. Les établissements affiliés délivrent des diplômes définis par le ministère français de l’Éducation nationale (DELF et DALF).
Les Alliances françaises installées dans les pays étrangers sont généralement nées d'initiatives locales et sont très intégrées dans la vie des pays. Régies par le droit local (le plus souvent sous une forme associative), elles sont indépendantes de l'Alliance française Paris Île-de-France, tant statutairement que financièrement, et fonctionnent vis-à-vis du siège parisien comme des franchises.

## Histoire

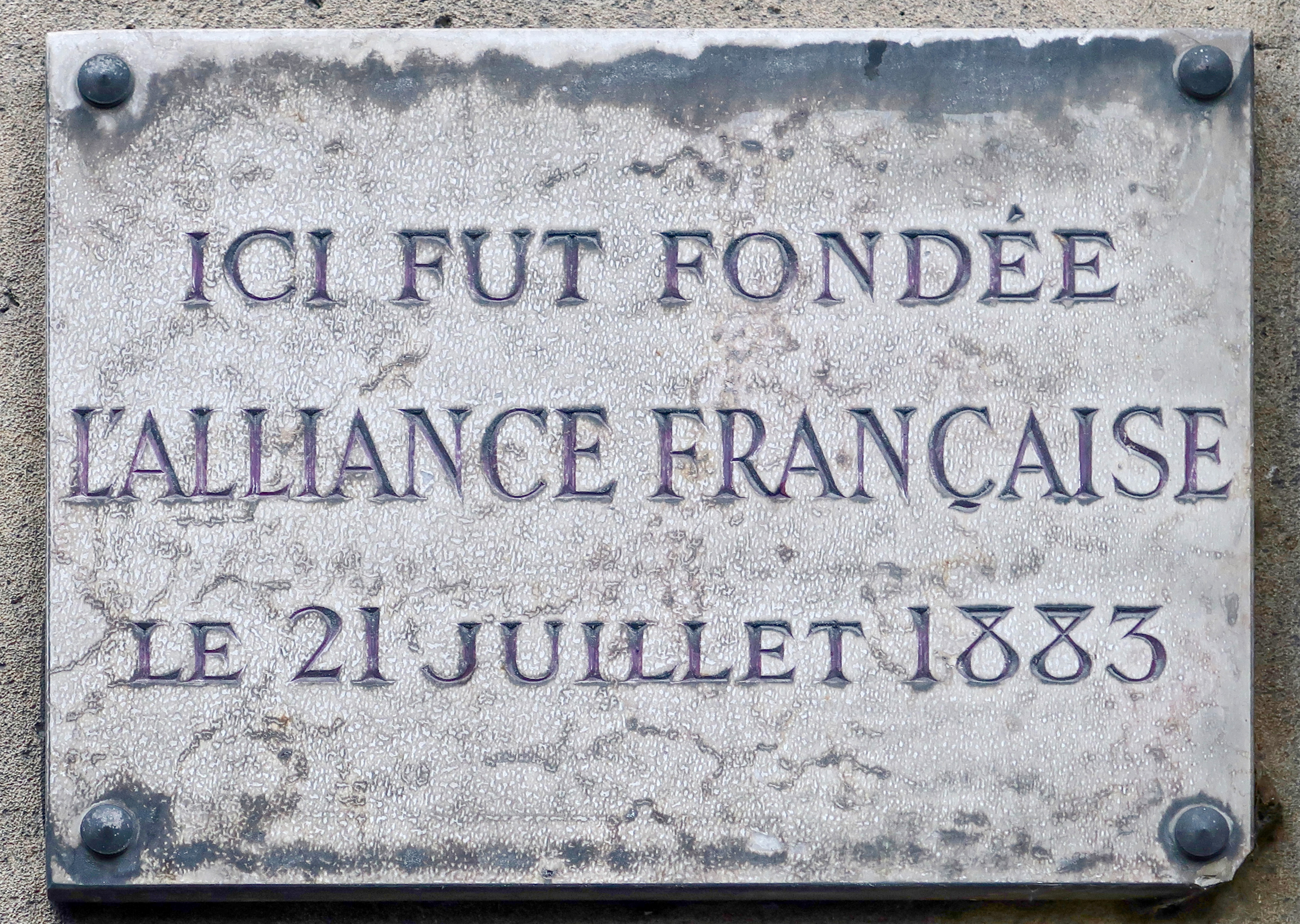
Plaque 215 boulevard Saint-Germain (Paris).

L'Alliance française fut créée le 21 juillet 1883 à l'initiative de Pierre Foncin, géographe, historien et inspecteur général de l'enseignement secondaire, et de Paul Cambon, ancien chef de cabinet de Jules Ferry, et alors résident général à Tunis, et avec l'appui d'un comité où l'on trouvait des personnalités telles que Philippe Berthelot, Jean Jules Jusserand, Ferdinand de Lesseps, Louis Pasteur, Ernest Renan, Jules Verne, Félix Charmetant et Armand Colin au 215, boulevard Saint-Germain à Paris. Ce comité restreint de huit membres participa à l'assemblée générale de fondation officielle du 10 mars 1884.
Cette création avait pour but de rebondir après la défaite française de 1870 en renforçant le rayonnement culturel français à l'étranger, notamment la philosophie des Lumières dans l'empire colonial naissant. Le statut de l'Alliance était apolitique et non religieux. Le premier bureau était ainsi composé d'un catholique, le père Charmetant, d'un protestant, Paul Melon, d'un dignitaire israélite, Alfred Mayrargues, ainsi que d'anti-cléricaux notoires. Le nom d'Alliance française, proposé par Pierre Foncin, a peut-être été inspiré par l'Alliance israélite universelle, créée vingt ans plus tôt.
De même, les liens avec le cercle Saint-Simon sont patents. Fondée comme l'Alliance française, en 1883, cette association accueille dans ses rangs les mêmes fondateurs, ainsi qu'une bonne part de ses dirigeants.
En 1906, le mécène américain James Hazen Hyde fonde la Fédération des Alliances françaises aux États-Unis et en devient président jusqu'en 1953.

## Fondation des Alliances françaises
La Fondation des Alliances françaises est une fondation française de droit privé reconnue d'utilité publique qui anime et régule la communauté internationale des Alliances françaises.
Son siège se situe dans les locaux de l'Alliance française Paris Île-de-France, dans le 6e arrondissement de Paris.
Le partenaire historique de la Fondation des Alliances françaises est le ministère de l'Europe et des Affaires étrangères. L'évolution de la carte du réseau des Alliances est étudiée conjointement par les deux parties.

## Dans le monde

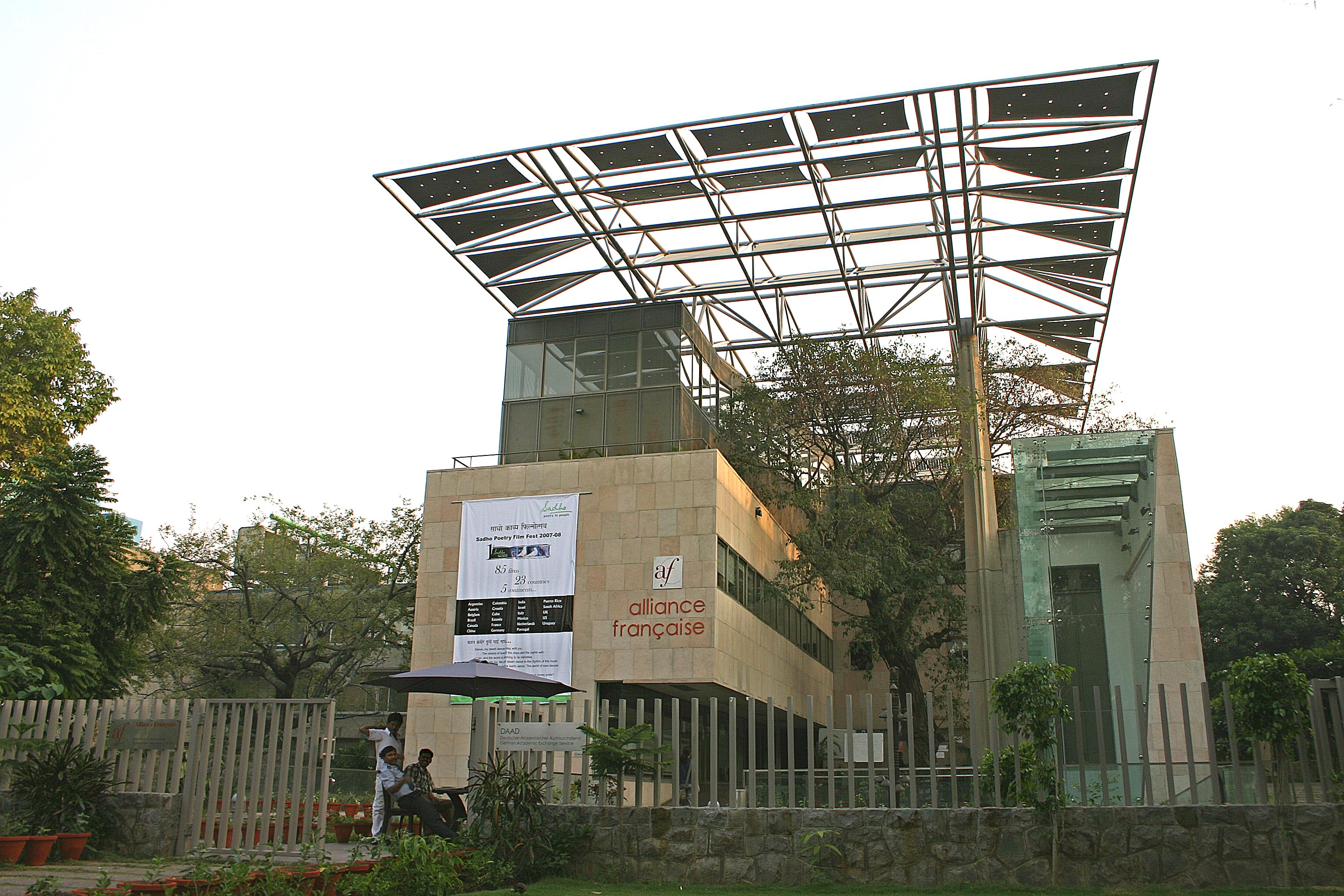
Alliance française de Delhi.
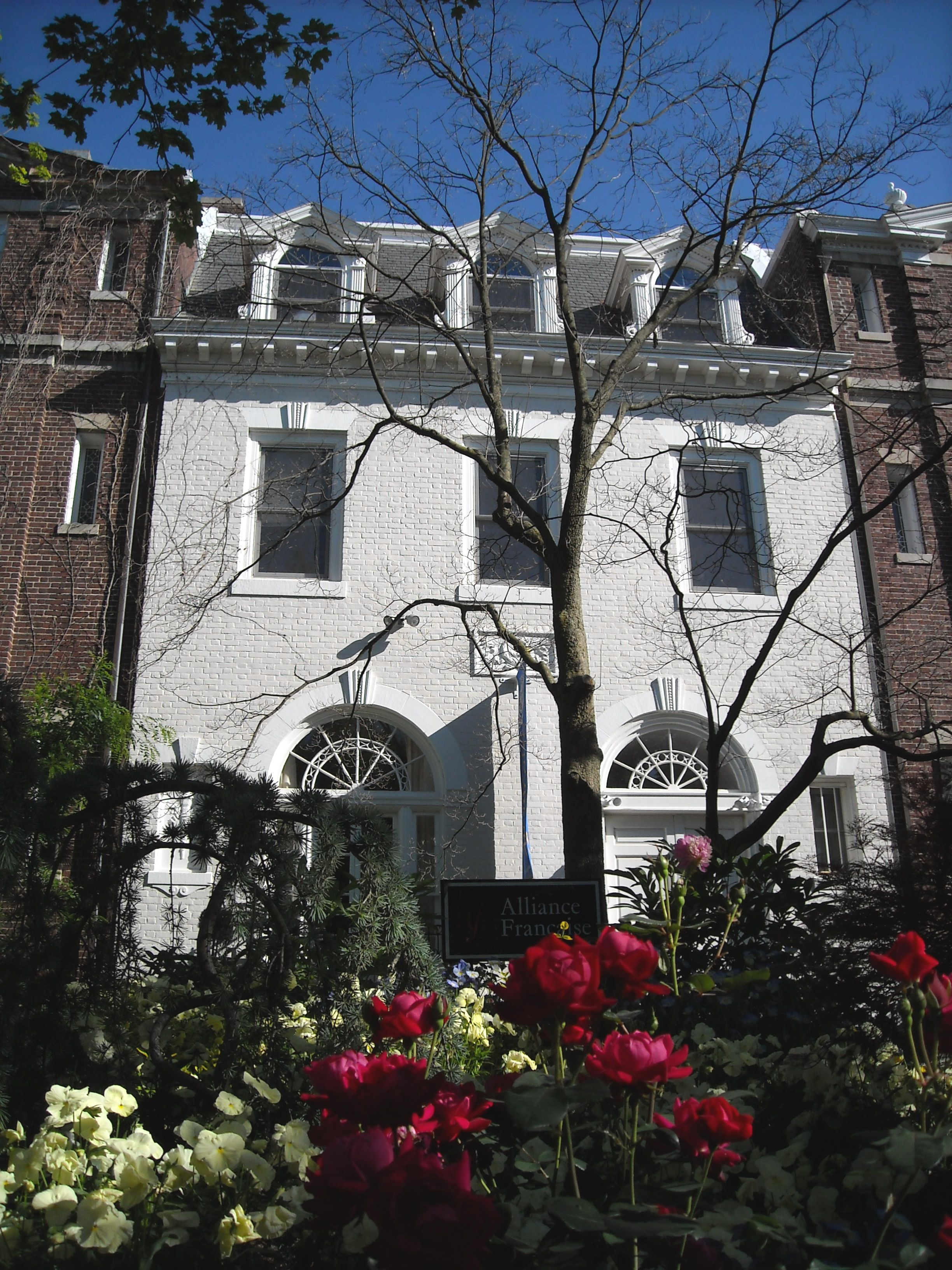
Alliance française de Washington.
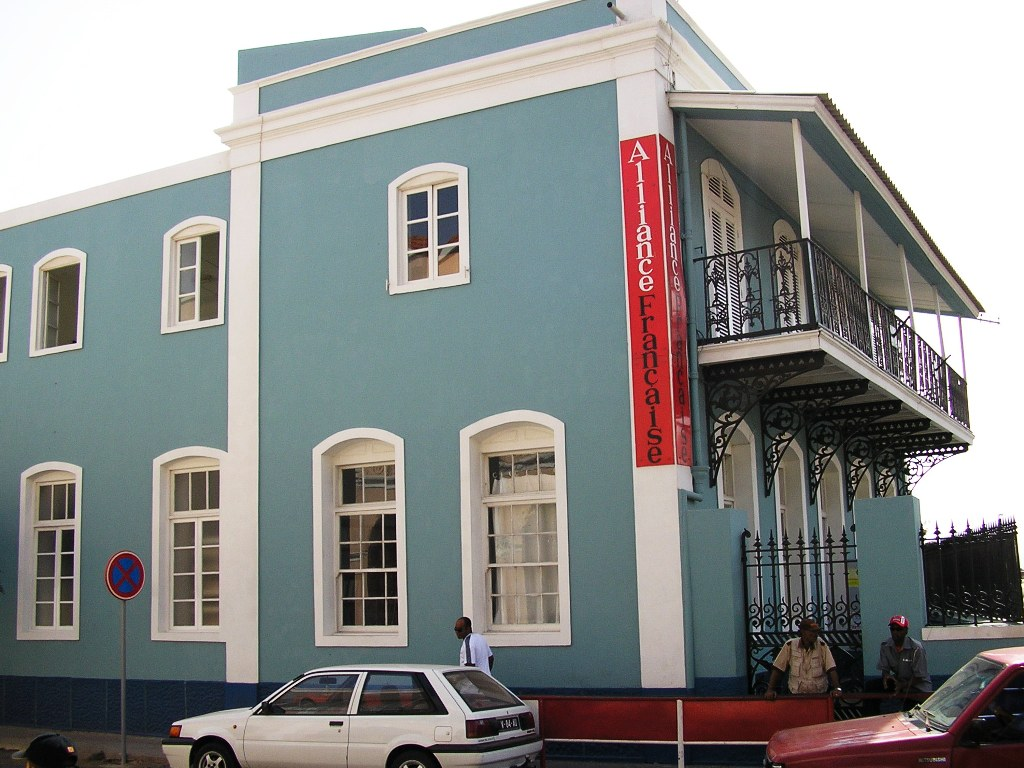
Alliance française de Mindelo (São Vicente, Cap-Vert).
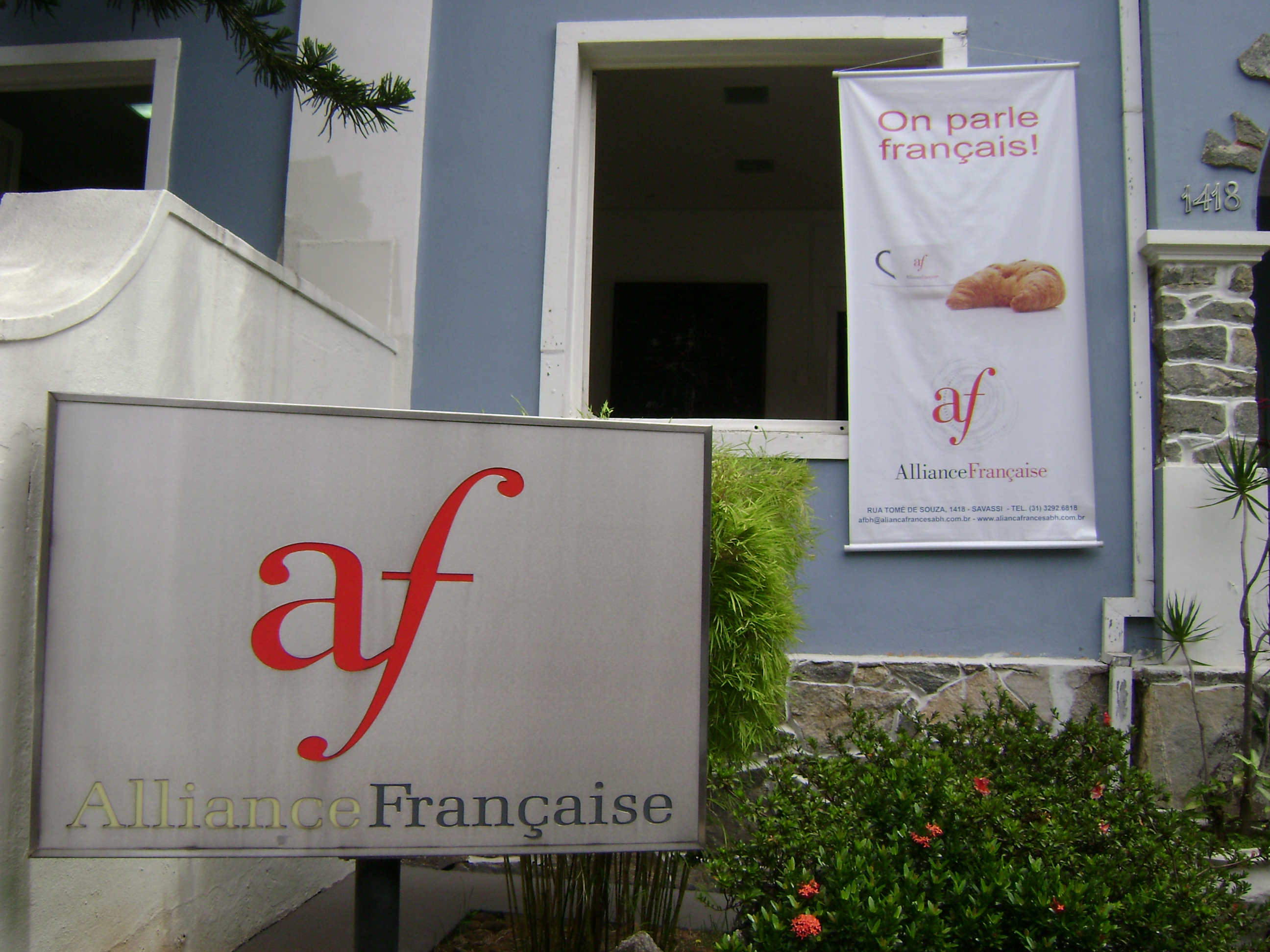
Alliance française de Belo Horizonte, Brésil.
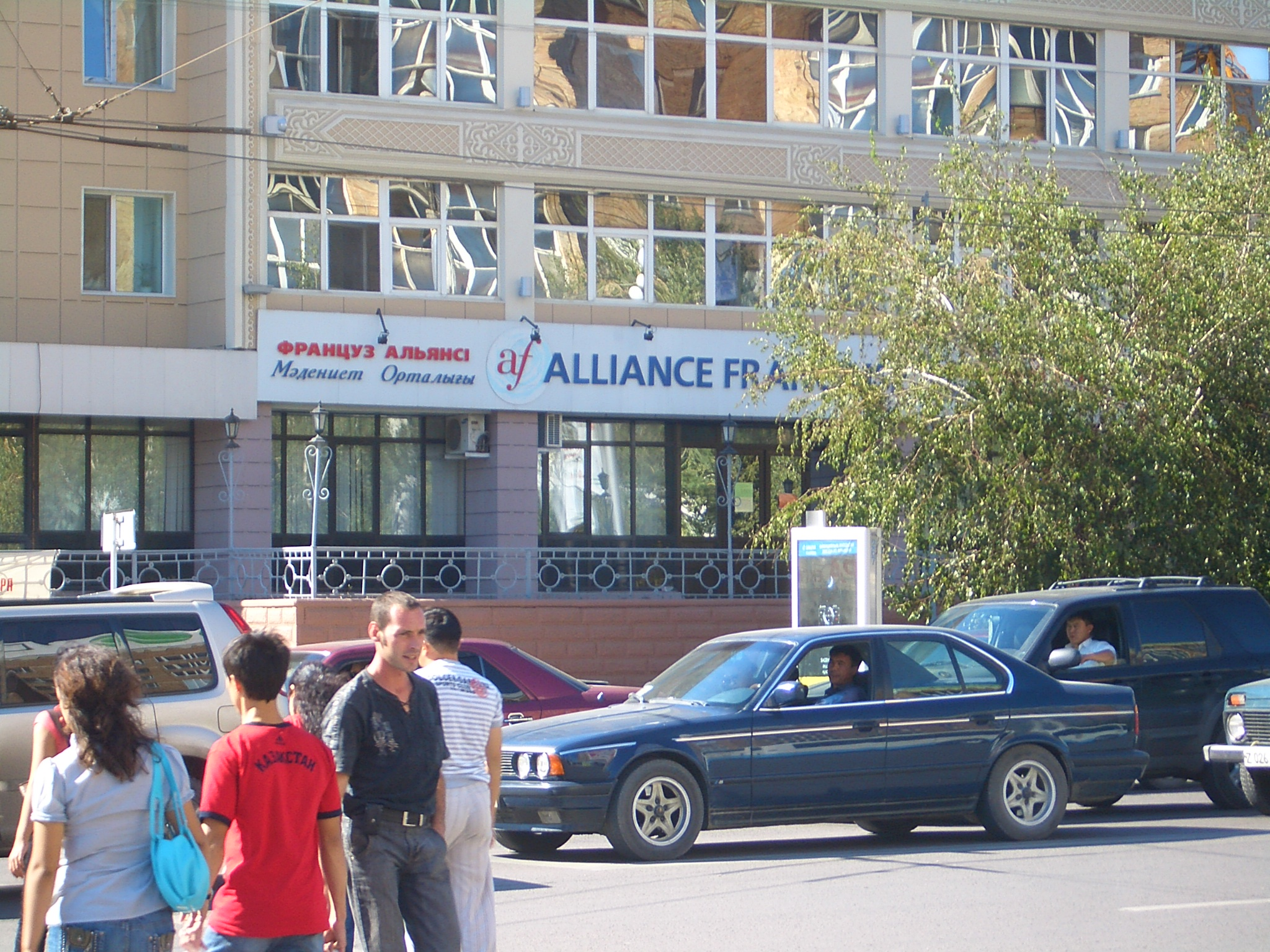
Alliance française d'Astana.
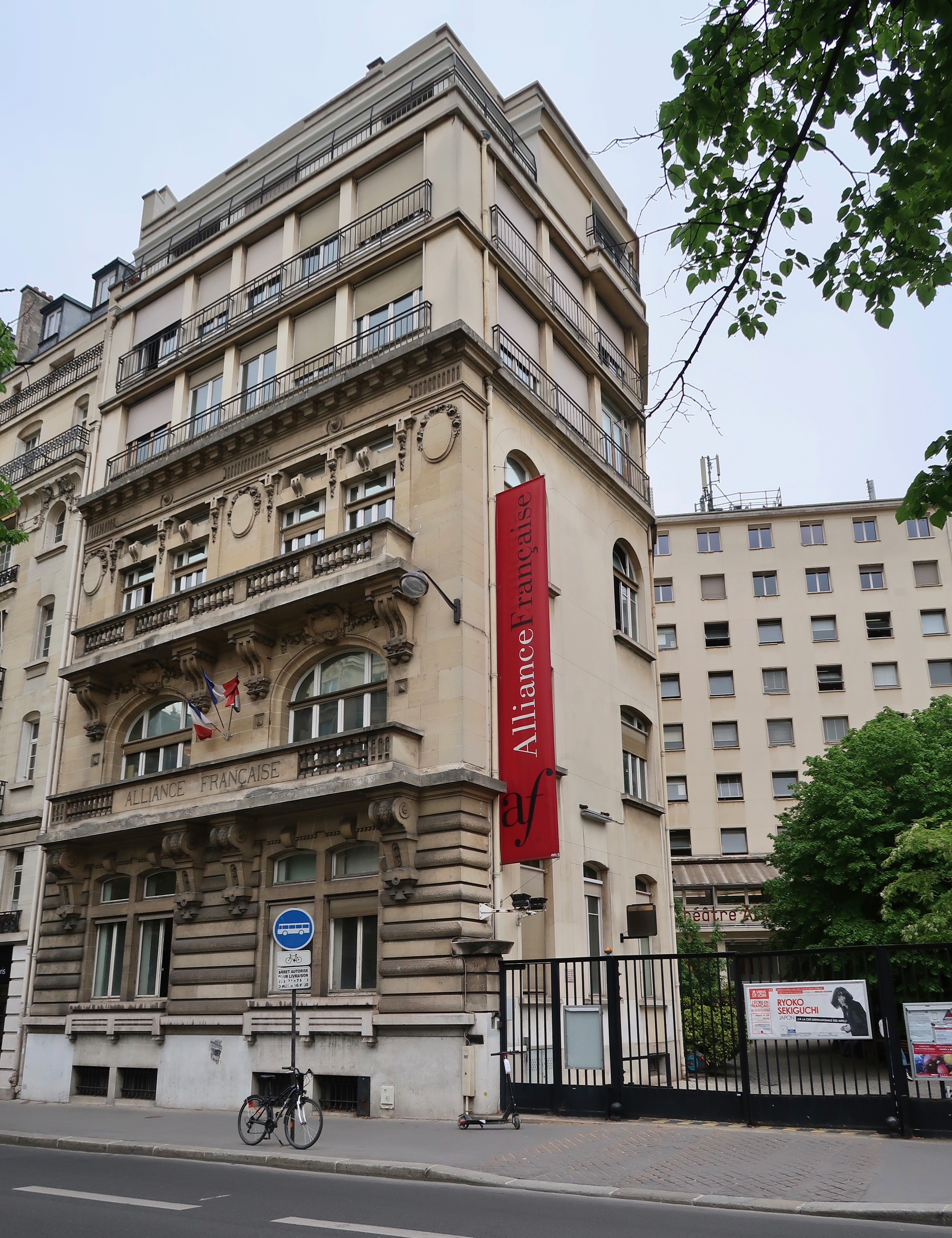
Alliance française Paris Île-de-France.
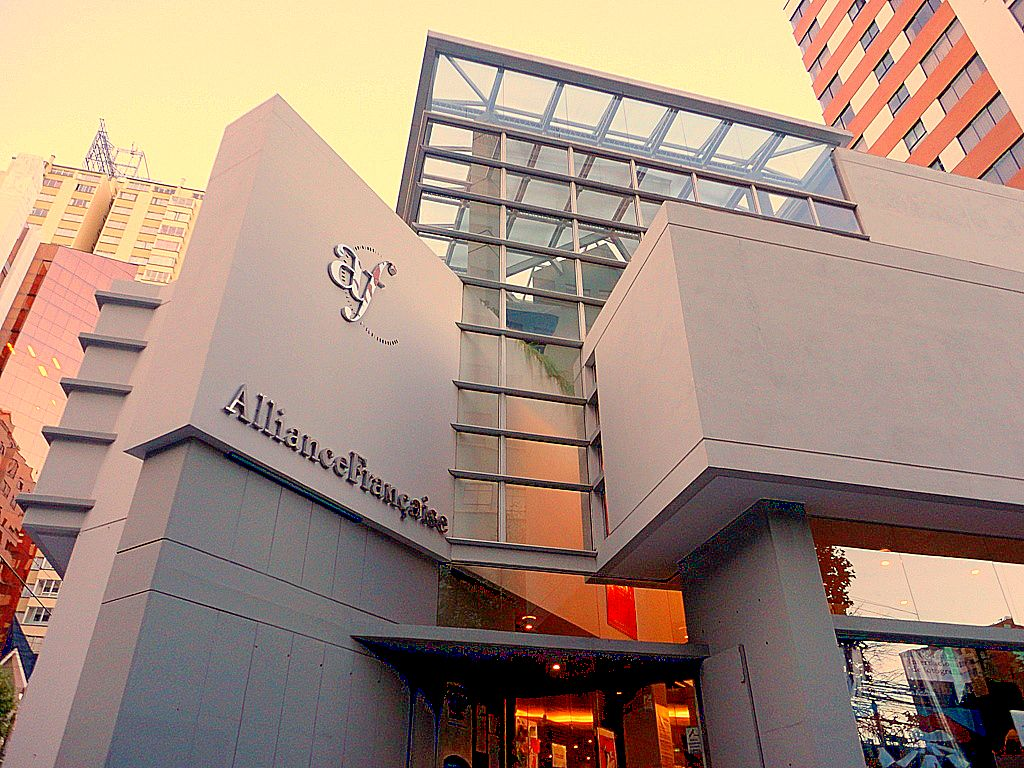
Alliance française de La Paz, Bolivie.
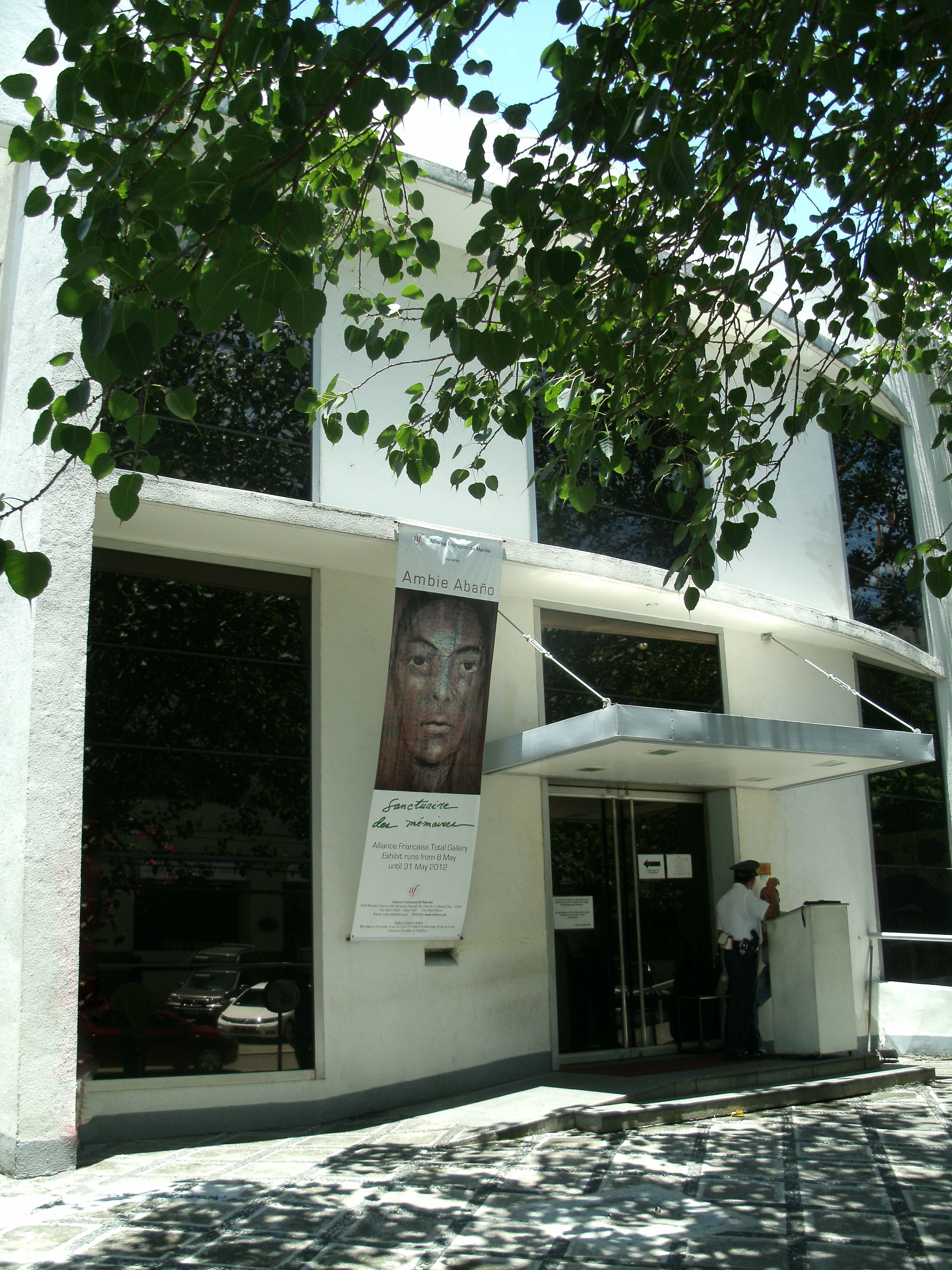
Alliance française de Manille, la plus ancienne des succursales d’Extrême-Orient, fondée en 1920.

### En France
Des comités, membres du réseau « Alliances françaises de France », sont à la fois un établissement d'enseignement supérieur privé proposant des cours de français langue étrangère (FLE) et une association à but non lucratif, créée conformément aux statuts et aux objectifs de la Fondation des Alliances françaises. Ils assurent des cours de français pour les étudiants étrangers.
L'Alliance française Paris Île-de-France, anciennement l'Alliance française de Paris, est la plus connue. Il existe également des comités situés dans d'autres villes de France : Aix-en-Provence, Bordeaux, Biarritz, Dijon, Grasse, Grenoble, Lille, Lyon, Marseille, Montpellier, Nice, Rouen, Saint-Malo, Strasbourg, Toulouse, Vichy (CAVILAM)…

### Dans d'autres pays
En 2017, le réseau de l'Alliance française comprend également 832 implantations dans 128 pays sur l'ensemble des continents (y compris les antennes d'Alliance Française et leurs centres associés), dont 116 Alliances Françaises « à comité » en Afrique et Océan Indien, 116 en Amérique du Nord, 210 en Amérique latine et aux Antilles et Caraïbes, 76 en Asie, 267 en Europe, 44 en Océanie. Les associations du réseau contribuent à l'enseignement de la langue française comme langue étrangère et délivrent des diplômes spécifiques ou ceux définis par le ministère français de l’Éducation nationale (DELF et DALF).
Les Alliances françaises installées dans les pays étrangers sont généralement nées d'initiatives locales. Régies par le droit local (le plus souvent sous la forme d'association à but non lucratif, avec à leurs têtes des « comités » élus), elles sont indépendantes tant statutairement que financièrement. La Fondation des Alliances Françaises est propriétaire de la marque « Alliance Française » et accorde le droit de l'utiliser après examen des statuts et des objectifs annoncés. Il n'y a pas de relations financières entre le siège et les Alliances installées à l'étranger, qui doivent pourvoir elles-mêmes à leur financement. L'Alliance New York recourt au mécénat tel qu'il est pratiqué aux États-Unis.
Le ministère français des Affaires étrangères a depuis 2001 une politique de signature de conventions cadres de coopération entre les Alliances françaises et les services de coopération et d'action culturelle des ambassades, qui peuvent aller jusqu'à confier la gestion de l'action culturelle à l'Alliance française locale. Ces conventions peuvent prévoir des subventions publiques et la mise à disposition de personnels français détachés pour des fonctions de direction. Seules les plus grandes Alliances, soit environ 20 % des implantations en bénéficient.
Ce mode de financement par des associations autonomes le distingue d'organismes étrangers équivalents tels que le British Council, l'Institut Goethe allemand ou l'Institut Cervantes espagnol.

#### Afrique
- Afrique du Sud
  - Alliance française du Cap
  - Alliance française de Port Elizabeth
- Madagascar
  - Alliance française de Fort-Dauphin
  - Alliance française de Tamatave
  - Alliance française de Tananarive
- Maurice
- Seychelles
  - Alliance française de Victoria

#### Amérique du Nord
- Canada
  - Alliance française d'Edmonton
  - Alliance française de Toronto
  - Alliance française de Vancouver
- États-Unis
  - Alliance française de Chicago
  - L'Alliance New York
  - Alliance française de la Nouvelle-Orléans
  - Alliance française de San Francisco
  - Alliance française de Washington

#### Amérique du Sud
- Bolivie
- Brésil
- Colombie
  - Alliance française de Carthagène des Indes

#### Asie
- Chine
  - Alliance française de Nankin
  - Alliance française de Wuhan
- Inde
  - Alliance française de Bombay
  - Alliance française de Delhi
  - Alliance française de Pondichéry
- Singapour
  - Alliance française de Singapour
- Taïwan
  - Alliance française de Taïwan

#### Europe
- Albanie
  - Alliance française de Tirana
- Arménie
  - Alliance française d'Erevan
- Belgique
- Espagne
- France
  - Alliance française Paris Île-de-France
- Italie
  - Alliance française de Bologne
  - Alliance française de Rome
  - Alliance française de Turin
  - Alliance française de Vérone
- Malte
  - Alliance française de Malte
- Pologne
  - Alliance française de Bydgoszcz
  - Alliance française de Gdańsk
  - Alliance française de Katowice
  - Alliance française de Łódź Manufaktura
  - Alliance française de Lublin
  - Alliance française de Szczecin
  - Alliance française de Toruń
  - Alliance française de Wrocław
- Portugal
- Royaume-Uni
  - Alliance française de Manchester
- Russie
  - Alliance française de Samara
- Slovaquie et Tchéquie
- Suède

#### Océanie
- Australie
  - Alliance française d'Adélaïde
  - Alliance française de Brisbane
- Fidji
  - Alliance française de Suva